# Binter Mediterraneo

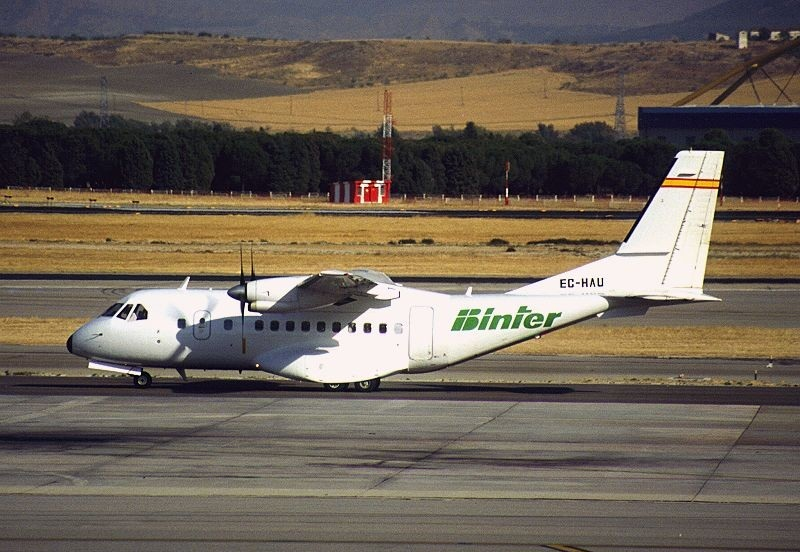
CASA CN-235 da Binter Mediterraneo.

Binter Mediterraneo foi uma empresa aérea da Espanha, que operou de 1998 até 2001. 